# Посёлок конезавода
Конезавода — посёлок в Одинцовском районе Московской области, входит в состав сельского поселения Успенское. Население — 1445 чел. (2010). До 2006 года посёлок Конезавода входил в состав Успенского сельского округа.
Посёлок расположен в центральной части района, на северной стороне Рублёво-Успенского шоссе, в 24 км от МКАД, примыкая с юга к селу Успенское, высота центра над уровнем моря 146 м.

## Население
| 2002 | 2006  | 2010  |
| ---- | ----- | ----- |
| 1228 | →1228 | ↗1445 |